# Messieurs les noyés de la Seine
Messieurs les noyés de la Seine – utwór belgijskiego wokalisty Fuda Leclerca napisany przez Jeana Mireta, Jacques’a Saya i Roberta Montala i nagrany w 1956 roku. 
Piosenka była jedną z dwóch debiutanckich propozycji reprezentujących Belgię podczas pierwszego Konkursu Piosenki Eurowizji w 1956 roku. 24 maja 1956 roku utwór został wykonany przez Leclerca podczas koncertu finałowego jako trzeci w kolejności, jednak z powodu niezachowania się oficjalnych wyników konkursu, nieznany jest jego końcowy rezultat. Dyrygentem podczas występu wokalisty został Léo Souris.